# Vlastislav (Hazlov)
Vlastislav (bis 2016 Táborská; deutsch Seichenreuth) ist ein Ortsteil der Gemeinde Hazlov in Tschechien. 

## Geographische Lage
Der Ort liegt zwei Kilometer südlich des Ortskerns von Hazlov.

## Einwohnerentwicklung
| Jahr | Einwohnerzahl |
| ---- | ------------- |
| 1869 | 180           |
| 1880 | 230           |
| 1890 | 238           |
| 1900 | 181           |
| 1910 | 188           |

| Jahr | Einwohnerzahl |
| ---- | ------------- |
| 1921 | 154           |
| 1930 | 168           |
| 1950 | 47            |
| 1961 | 51            |
| 1970 | 36            |

| Jahr | Einwohnerzahl |
| ---- | ------------- |
| 1980 | 17            |
| 1991 | 13            |
| 2001 | 13            |
| 2011 | 30            |